# Белобородый пекари
Белоборо́дый пе́кари, или белогубый пекари (лат. Tayassu pecari) — млекопитающее из рода Белобородых пекари (Tayassu) семейства Пекариевых (Tayassuidae). Единственный вид рода. Служат объектом охоты, однако их добывают в 4—5 раз меньше, чем ошейниковых пекари.

## Внешний вид

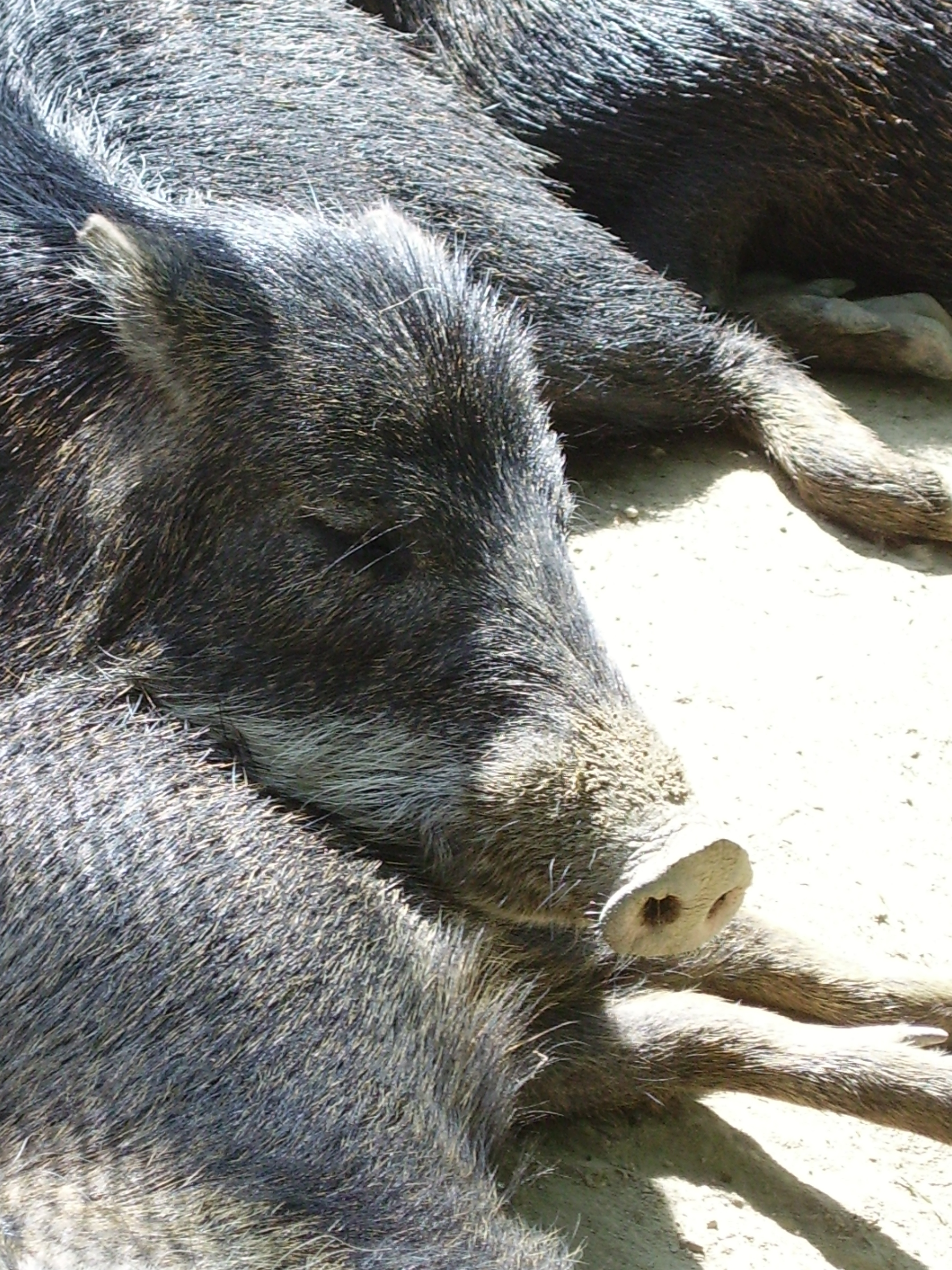
Морда белобородого пекари

Белобородый пекари — пекари среднего размера. Они похожи на свиней: у них длинная морда, толстая шея, большая голова, очень маленький хвост и изящные ноги. Общая длина тела составляет 75—100 см, длина хвоста — 1,5—5,5 см. Высота в плечах 44—57,5 см, масса тела — 25—40 кг. Шерсть грубая и охватывает всё тело. У взрослых особей окрас варьирует от тёмно-коричневого до чёрного с белыми пятнами на тазовой области и спинной части шеи. Молодняк имеет красновато-жёлтый окрас, на спине у них присутствует продольная коричнево-чёрная полоса. У белобородых пекари есть большие острые клыки, которые образуют отдельный выступ под губами. У самцов более длинные клыки, чем у самок.

## Поведение

### Места обитания
Белобородые пекари живут в различных средах обитания, включая кустарниковые пустыни, засушливую лесистую местность и дождевые леса. Заросли, известняковые пещеры, а также крупные валуны служат в качестве укрытий. Пекари, как правило, живут неподалёку от места своего рождения, и редко уходят далеко от водопоев.

### Миграции
Белобородые пекари очень часто передвигаются с одного места на другое. Их присутствие в определённом районе всегда является непродолжительным. Как правило, пекари останавливаются на определённой области всего на один-два дня, а затем покидают её, оставляя взрыхлённой землю, на которой они побывали.

### Образ жизни

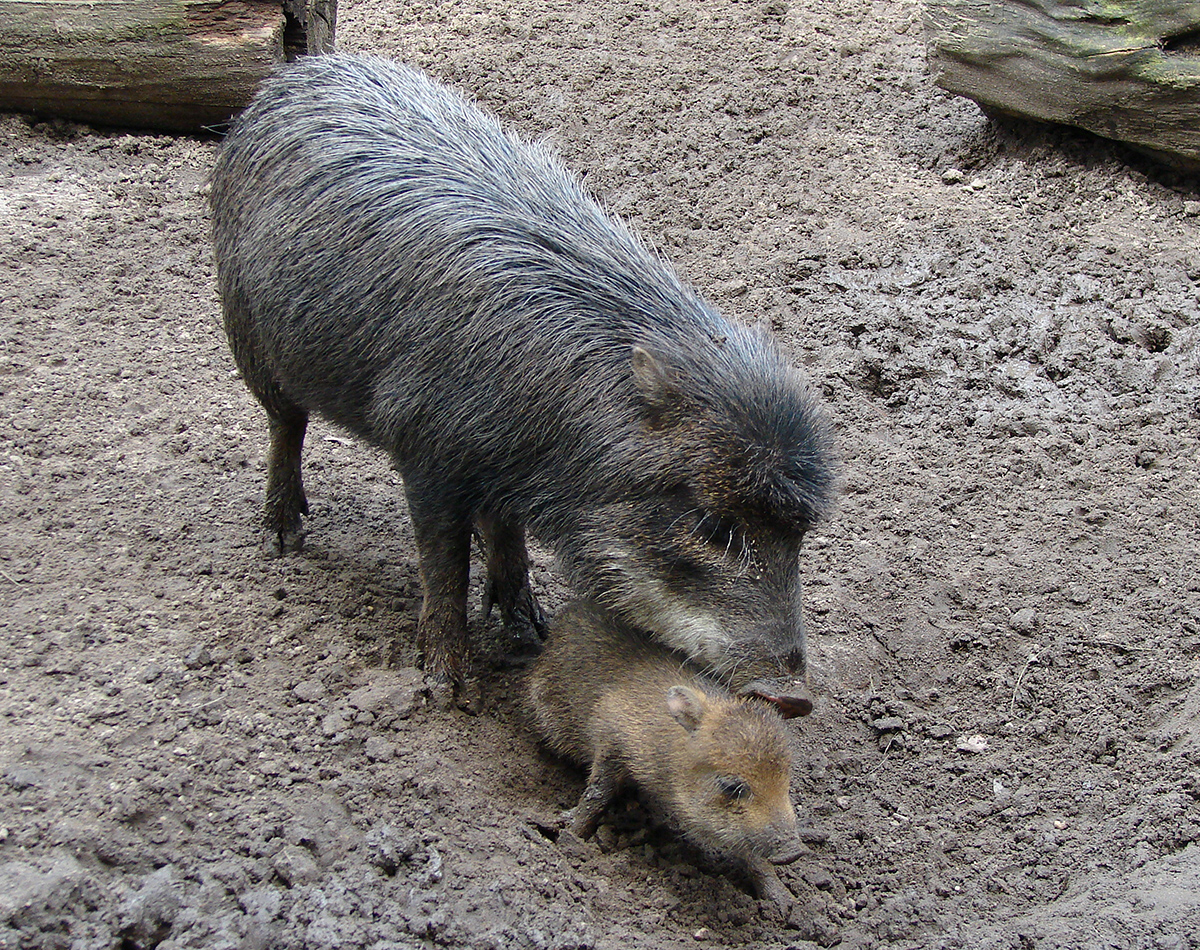
Самка с детёнышем

Белобородые пекари активны и днём, и ночью, однако ведут в основном ночной образ жизни. Это кочевые животные, они постоянно переходят с места на место в поисках пищи и воды. Живут стадами, площадь проживания которых оценивается от 60 до 200 км². В этих стадах самки доминируют над самцами. В стаде может быть до 2 000 особей, однако в основном от 5 до 200 животных. Такое поведение защищает белобородых пекари от их естественных врагов, пумы и ягуара, и помогает более эффективно кормиться. Пекари используют запах со своих спинных желез в качестве маркировки территории, а также для распознавания членов стаи. Белобородые пекари используют различные звуки для общения между собой.

### Питание
Строение зубов белобородых пекари позволяет им употреблять широкий спектр продуктов питания в тропических лесах, однако пекари едят мало мяса. Основу питания составляют фрукты, листья, корни, семена, грибы, черви и насекомые. Время от времени они могут употреблять в пищу мелких позвоночных, таких как лягушки, змеи, ящерицы, яйца птиц и черепах, а также падаль.

### Размножение
Белобородые пекари размножаются круглый год. Сезон размножения варьирует только у подвидов. Тем не менее, белобородые пекари размножаются в основном весной и осенью. Беременность длится 156—162 дней. В помёте бывает 1—4 детёныша, как правило, 2, иногда 3, очень редко — 1 или 4. Уже через несколько часов они могут ходить, и сопровождают свою мать один день после рождения. Детёныши в основном однополые. Также белобородые пекари могут давать гибриды с ошейниковыми пекари.

## Распространение
Белобородые пекари распространены от юга Мексики на севере до юга Эквадора на юге, и от Энтре-Риос в Аргентине на западе до тихоокеанского побережья Южной Америки на востоке.

## Угрозы и охрана
В некоторых местах популяции белобородого пекари стабильны. Однако эти животные исчезли из некоторых областей в Мексике и на севере Аргентины, где они когда-то обитали. Белобородым пекари угрожает вырубка лесов и браконьерство. В Красном списке МСОП значится как уязвимый вид (ранее — вид, близкий к уязвимому положению).